# Provincia de Jeolla del Sur
Jeolla del Sur (en hangul, 전라남도; en hanja, 全羅南道; romanización revisada, Jeollanam-do; McCune-Reischauer, Chŏllanam-do) es una provincia del suroeste de Corea del Sur. La provincia se creó en 1896 a partir de la mitad sur de la antigua provincia de Jeolla. Gwangju fue la capital de la provincia hasta el año 2005, en que se trasladó al sur la administración provincial, a la ciudad de Namak, perteneciente al condado de Muan.

## Geografía
La provincia forma parte de la región de Honam, y limita por el este con el mar Amarillo, por el norte con la provincia de Jeolla del Norte, por el sur con el estrecho de Jeju, y por el este con Gyeongsang del Sur.
Existen casi 2000 islas a lo largo del litoral de Jeolla del Sur, de las cuales tres cuartos están deshabitadas. El litoral tiene unos 6100 kilómetros de longitud.
La provincia es montañosa, pero solo en parte; existen llanuras en el curso de los ríos Seomjin, Yeongsan y Tamjin.
En cuanto al clima, se producen abundantes precipitaciones y las temperaturas son templadas.

## Recursos
Se encuentra a la cabeza de Corea del Sur en la obtención de algunos productos marítimos, como las ostras y las algas por medio de cultivo. 
La agricultura es una actividad floreciente en las zonas llanas, gracias a la orografía y a las condiciones climáticas. Los cultivos más importantes son arroz, trigo, cebada, judías y patatas. También se producen verduras, algodón y frutas.
Hay explotaciones mineras, pero a pequeña escala, de oro y carbón. Además, en esta provincia existen diversas industrias.

## División administrativa
Jeolla del Sur se divide en 5 ciudades (Si o Shi) y en 17 condados (Gun). A continuación, se enumeran los nombres de cada entidad en alfabeto latino, Hangul y Hanja.

### Ciudades
- Gwangyang (광양시, 光陽市).
- Mokpo (목포시, 木浦市).
- Naju (나주시, 羅州市).
- Suncheon (순천시, 順天市).
- Yeosu (여수시, 麗水市).

### Condados
- Condado de Boseong / Boseong-gun (보성군, 寶城郡).
- Condado de Damyang (담양군, 潭陽郡).
- Condado de Gangjin / Gangjin-gun (강진군, 康津郡).
- Condado de Goheung / Goheung-gun  (고흥군, 高興郡).
- Condado de Gokseong / Gokseong-gun (곡성군, 谷城郡).
- Condado de Gurye / Gurye-gun (구례군, 求禮郡).
- Condado de Haenam / Haenam-gun (해남군, 海南郡).
- Condado de Hampyeong / Hampyeong-gun(함평군, 咸平郡).
- Condado de Hwasun / Hwasun-gun (화순군, 和順郡).
- Condado de Jangheung / Jangheung-gun (장흥군, 長城郡).
- Condado de Jangseong / Jangseong-gun (장성군, 長興郡).
- Condado de Jindo / Jindo-gun (진도군, 珍島郡).
- Condado de Muan (무안군, 務安郡).
- Condado de Sinan (신안군, 新安郡).
- Condado de Wando / Wando-gun (완도군, 莞島郡).
- Condado de Yeongam / Yeongam-gun (영암군, 靈巖郡).
- Condado de Yeonggwang / Yeonggwang-gun (영광군, 靈光郡).